# Gestreckter Schabemund-Buntbarsch
Der Gestreckte Schabemund-Buntbarsch (Labeotropheus trewavasae) ist eine Buntbarschart, die im Felslitoral des ostafrikanischen Malawisees vorkommt. Die Art wurde zu Ehren der Ichthyologin Ethelwynn Trewavas benannt.

## Merkmale
Der Gestreckte Schabemund-Buntbarsch wird etwa 12 cm lang. Die Art ähnelt stark dem nah verwandten Schabemund-Buntbarsch (Labeotropheus fuelleborni), mit dem er sich noch hybridisieren lässt, unterscheidet sich von diesem aber durch seine stärker gestreckte Gestalt und den seitlich weniger abgeflachten Körper. Der Gestreckte Schabemund-Buntbarsch hat meist zwei Wirbel mehr als Labeotropheus fuelleborni. Farblich ist die Art sehr variabel und hat noch mehr sich farblich unterscheidende regionale Populationen als sein Verwandter. Männchen sind meist kräftig blau gefärbt und zeigen 9 bis 11 schwarze Querstreifen auf den Körperseiten. Im südlichen Seeabschnitt haben sie oft eine gelbliche bis rote Rückenflosse und auch After- und Schwanzflosse. Außerdem sind dort die Bauchflossen teilweise gelb gefärbt. Im Südosten ist der gesamte Rücken rotbraun. Die Afterflosse der Männchen aller Farbformen hat 4 bis 5 kleine Eiflecken. Weibchen sind eher blaugrau gefärbt, aber auch leuchtend orangefarbene oder dunkel getüpfelte bei weißlich gelber, gelber, hellbrauner oder rosa Grundfarbe kommen vor. Die meisten Tiere besitzen ein dunkles Band zwischen den Augen und ein weiteres zwischen den Nasenöffnungen.
- Flossenformel: Dorsale XVII–XIX/7–8, Anale III/7–8.
- Schuppenformel: mLR 33–35.

## Lebensweise
Der Gestreckte Schabemund-Buntbarsch lebt im Felslitoral fast des gesamten Malawisees. Er ernährt sich von Aufwuchs und frisst neben Algen auch Würmer, Krebstiere, Insekten und totes Pflanzenmaterial. Im Unterschied zu anderen Mbuna muss der Gestreckte Schabemund-Buntbarsch sich beim Fressen nicht senkrecht stellen, sondern kann dank seinem unterständigen Schabemaul in „normaler“, waagerechter Körperhaltung fressen. Gestreckte Schabemund-Buntbarsche sind revierbildend und untereinander aggressiv. Wie fast alle Malawiseebuntbarsche sind sie Maulbrüter.